# Calvinet
Calvinet korábbi község (település) Franciaországban, Cantal megyében. 2019. január 1-jén Mourjou községgel egyesült és delegált községként Puycapel új község része lett.
Lakosainak száma 437 fő (2018. január 1.). Calvinet Cassaniouze, Marcolès, Mourjou, Saint-Antoine és Sénezergues községekkel határos.

## Népesség
A település népességének változása:
| Lakosok száma | 524  | 491  | 408  | 432  | 462  | 495  | 517  | 499  | 462  | 437  |
|               | 1968 | 1975 | 1982 | 1999 | 2006 | 2011 | 2013 | 2016 | 2017 | 2018 |